# Agenor Girardi

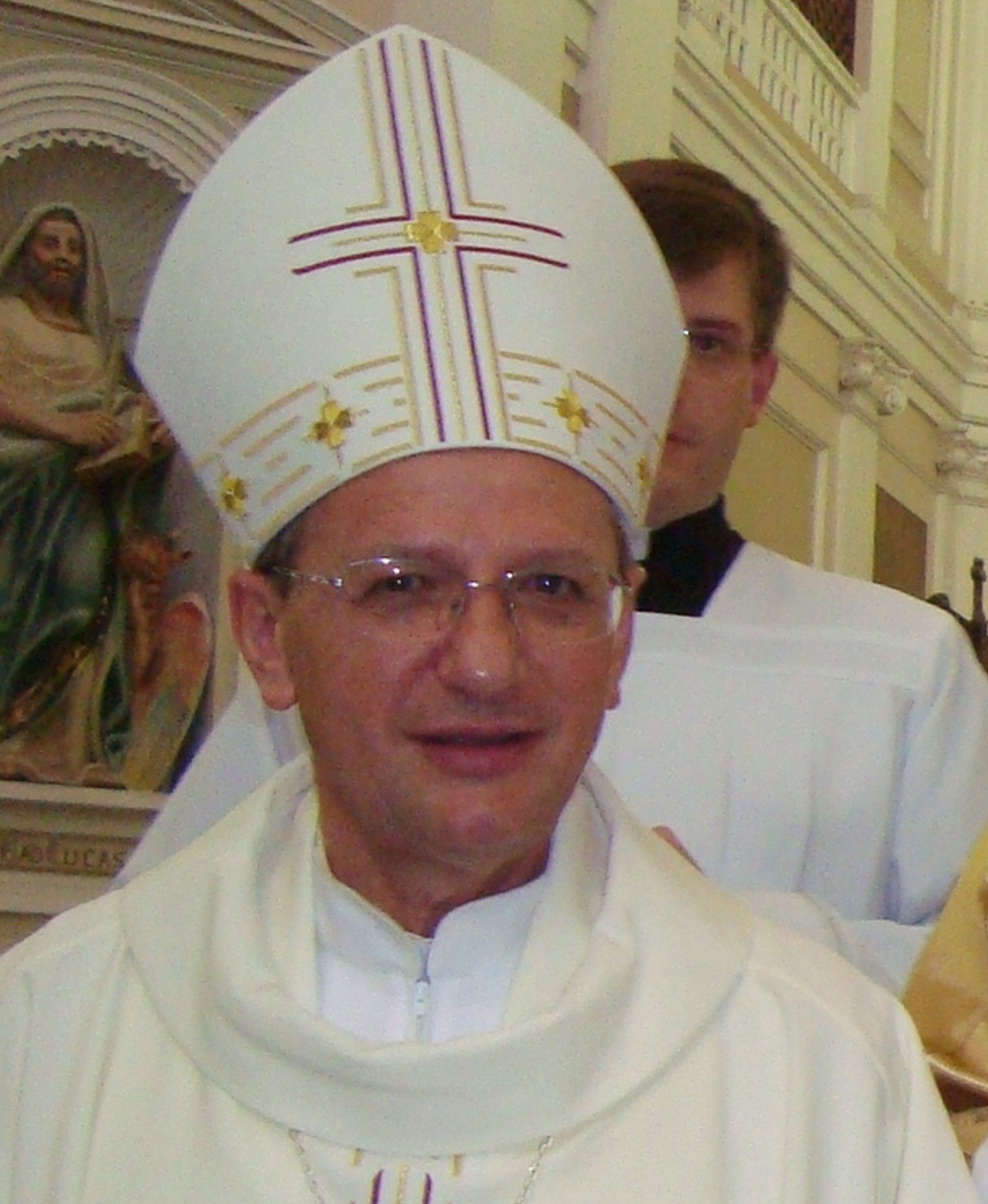
Agenor Girardi als Weihbischof im April 2011

Agenor Girardi MSC (* 2. Februar 1952 in Orleans; † 8. Februar 2018) war ein brasilianischer Ordensgeistlicher und römisch-katholischer Bischof von União da Vitória.

## Leben
Agenor Girardi trat der Ordensgemeinschaft der Herz-Jesu-Missionare bei, legte am 1. Februar 1982 die Profess ab und empfing am 5. September 1982 die Priesterweihe.
Papst Benedikt XVI. ernannte ihn am 22. Dezember 2010 zum Weihbischof in Porto Alegre und Titularbischof von Furnos Maior. Der Bischof von Palmas-Francisco Beltrão, José Antônio Peruzzo, spendete ihm am 25. März des nächsten Jahres die Bischofsweihe; Mitkonsekratoren waren Dadeus Grings, Erzbischof von Porto Alegre, und Fernando Panico MSC, Bischof von Crato. Als Wahlspruch wählte er AMETUR COR JESU.
Papst Franziskus ernannte ihn am 6. Mai 2015 zum Bischof von União da Vitória.